# Mirjam van 't Veld
M.M. (Mirjam) van 't Veld (Den Haag, 5 april 1970) is een Nederlands politica en bestuurster. Ze is lid van het CDA. 

## Maatschappelijke carrière
Vanaf 1988 was Van 't Veld werkzaam in het ziekenhuis "De Lichtenberg" in Amersfoort wat ze ook na het behalen van het diploma A-Verpleegkundige in 1992 nog vier jaar bleef doen. Daarnaast studeerde ze informatiekunde in de gezondheidszorg aan de Hogeschool van Amsterdam, waar ze in 1993 haar propedeuse haalde en vervolgens studeerde zij naast haar werk algemene letteren (documentaire informatiekunde en internationale bedrijfscommunicatie) aan de Universiteit Utrecht. Na haar afstuderen in 1996 werkte ze bij meerdere organisaties als proces-/projectmanager. Ze was bovendien vanaf 1999 twee jaar gastdocent aan de Utrecht School of Governance van de Universiteit Utrecht.

## Politieke carrière
In 2002 werd Van 't Veld gemeenteraadslid in Amersfoort. Een jaar later werd zij in Amersfoort CDA-fractievoorzitter en in januari 2004 wethouder voor jeugd en welzijn. In september 2008 werd ze burgemeester van de gemeente Maarssen. Op 1 januari 2011 ging die gemeente op in de nieuwe gemeente Stichtse Vecht en werd ze waarnemend burgemeester. Op 22 december 2011 werd zij burgemeester van Stichtse Vecht. Op 21 mei 2014 heeft de gemeenteraad van Amstelveen haar voorgedragen als nieuwe burgemeester. Op 13 juni van dat jaar heeft de ministerraad deze voordracht overgenomen en haar benoemd per 3 juli 2014.
Van 1 november 2023 tot 19 juni 2024 was Van 't Veld waarnemend burgemeester van Almelo. Van 28 oktober 2024 tot 30 juni 2025 was ze waarnemend burgemeester van Groningen.

## Carrière buiten de politiek
Per 1 oktober 2017 werd Van 't Veld voorzitter van de raad van bestuur van het Ziekenhuis Gelderse Vallei in Ede. Met ingang van die datum is Bas Eenhoorn benoemd tot waarnemend burgemeester van Amstelveen. Ze werd op 9 maart 2021 door de ledenraad van de Landelijke Huisartsen Vereniging (LHV) benoemd tot voorzitter, de benoeming ging in op 1 juli 2021. Op 1 maart 2023 nam ze afscheid van deze functie. Ze was van 24 november 2014 tot 31 december 2023 lid van de raad van toezicht voor de publieke omroep WNL.
Van 't Veld werd onder meer lid van de raad van toezicht van het Nederlands Veteraneninstituut, voorzitter van het ZonMw commissie Citrienfonds, lid van het adviescollege van de Vereniging Innovatieve Geneesmiddelen, voorzitter van de raad van toezicht van Amerpoort-Sherpa en waarnemer/adviseur bij OnePlanet Research Center.

## Persoonlijk
Van 't Veld werd geboren in Den Haag en groeide op in Amersfoort. Ze trouwde in 2012. Ze kreeg geen kinderen.